# Cornwall-Meadowbank
Pour les articles homonymes, voir Cornwall et Meadow.
Circonscription électorale provinciale du Canada
Cornwall-Meadowbank est une circonscription électorale provinciale de l'Île-du-Prince-Édouard (Canada). La circonscription est créée en 1996 à partir de portions de la circonscription de 2e Queens.

## Liste des députés
| Cornwall-Meadowbank                        | Cornwall-Meadowbank | Cornwall-Meadowbank       | Cornwall-Meadowbank | Cornwall-Meadowbank | Cornwall-Meadowbank |
| Nom                                        | Nom                 | Parti                     | Mandat              | Législature         |                     |
| ------------------------------------------ | ------------------- | ------------------------- | ------------------- | ------------------- | ------------------- |
| Pour la période 1873-1996, voir 2e Queens. |                     |                           |                     |                     |                     |
|                                            | Ron MacKinley       | Libéral                   | 1996 - 2000         | 60e                 |                     |
|                                            | Ron MacKinley       | Libéral                   | 2000 - 2003         | 61e                 |                     |
|                                            | Ron MacKinley       | Libéral                   | 2003 - 2007         | 62e                 |                     |
|                                            | Ron MacKinley       | Libéral                   | 2007 - 2011         | 63e                 |                     |
|                                            | Ron MacKinley       | Libéral                   | 2011 - 2015         | 64e                 |                     |
|                                            | Heath MacDonald     | Libéral                   | 2015 - 2019         | 65e                 |                     |
|                                            | Heath MacDonald     | Libéral                   | 2019 - 2021         | 66e                 |                     |
|                                            | Mark McLane         | Progressiste-conservateur | 2021 - 2023         | 66e                 |                     |
|                                            | Mark McLane         | Progressiste-conservateur | 2023 - en cours     | 67e                 |                     |

## Géographie
La circonscription comprend la ville de Cornwall et le village de Meadowbank.